# Premio Ludwik Fleck
Il Premio Ludwik Fleck (detto anche Ludwig Fleck Prize) è un premio letterario statunitense istituito nel 1994, è un premio assegnato ogni anno per il miglior libro in materia di studi di scienza e tecnologia. È stato creato dalla 4S Council (Società per gli Studi Sociali della Scienza).
Il Premio Ludwik Fleck prende il nome dal microbiologo Ludwik Fleck (1896-1961), autore della Genesi e sviluppo di un fatto scientifico (1935), aveva dato un influente aiuto per la progettazione della storia della scienza sviluppata da Thomas Kuhn, l'epistemologia costruttivista, così come diversi settori di ricerca quali la sociologia della scienza, la sociologia della conoscenza scientifica, gli studi della scienza o la costruzione sociale della tecnologia.

## Albo d'oro
- 2024. Shannon Cram, Unmaking the Bomb: Environmental Cleanup and the Politics of Impossibility[1]
- 2023. Donovan Schaefer, Wild Experiment: Feeling Science and Secularism after Darwin[2]
- 2022. Aniket Aga, Genetically Modified Democracy[3]
- 2021. Thom van Dooren, The Wake of Crows: Living and Dying in Shared Worlds[4]
- 2020. Noémi Tousignant, Edges of Exposure: Toxicology and the Problem of Capacity in Postcolonial Senegal
- 2019. Michelle Murphy, The Economization of Life
- 2018. Lundy Braun, 2014. Breathing Race into the Machine: The Surprising Career of the Spirometer from Plantation to Genetics
- 2017. Judy Wajcman, Pressed for Time: The Acceleration of Life in Digital Capitalism
- 2016. Banu Subramaniam, Ghost Stories for Darwin
- 2015. Løchlann Jain, Malignant: How Cancer Becomes Us
- 2014. Helen Tilley, Africa as a Living Laboratory: Empire, Development, and the Problem of Scientific Knowledge, 1870-1950
- 2013. Isabelle Stengers, Cosmopolitics
- 2012. Hugh Raffles, Insectopedia
- 2011. Marion Fourcade, Economists and Societies: Discipline and Profession in the United States, Britain and France, 1890s to 1990s
- 2010. Warwick Anderson, The Collectors of Lost Souls
- 2009. Steven Epstein, Inclusion: Politics of Difference in Medical Research
- 2008. Michelle Murphy, Sick Building Syndrome and the Problem of Uncertainty
- 2007. Geoffrey Bowker, Memory Practices in the Sciences
- 2006. Philip Mirowski, The Effortless Economy of Science?
- 2005. Peter Keating e Alberto Cambrosio, Biomedical Platforms
- 2004. Annemarie Mol, The Body Multiple
- 2003. Helen Verran, Science and an African Logic
- 2002. Randall Collins, The Sociology of Philosophies: A Global Theory of Intellectual Change
- 2002. Lily E. Kay, Who Wrote the Book of Life? A History of the Genetic Code
- 2001. Karin Knorr-Cetina, Epistemic Cultures: How the Sciences Make Knowledge
- 2000. Adele E. Clarke, Disciplining Reproduction: Modernity, American Life Sciences, and 'the Problems of Sex'
- 1999. Donna J. Haraway, 1996. Modest Witness, Second-Millennium: Femaleman Meets Oncomouse: Feminism and Technoscience
- 1998. Peter Dear. Discipline and Experience: The Mathematical Way in the Scientific Revolution
- 1997. Theodore M. Porter, Trust in Numbers: The Pursuit of Objectivity in Science and Public Life
- 1996. Steven Shapin, A Social History of Truth: Civility and Science in 17th Century England
- 1995. Londa Schiebinger, Nature's Body: Gender in the Making of Modern Science
- 1994. Donald A. MacKenzie, Inventing Accuracy: A Historical Sociology of Nuclear Missile Guidance